# SuperEnalotto

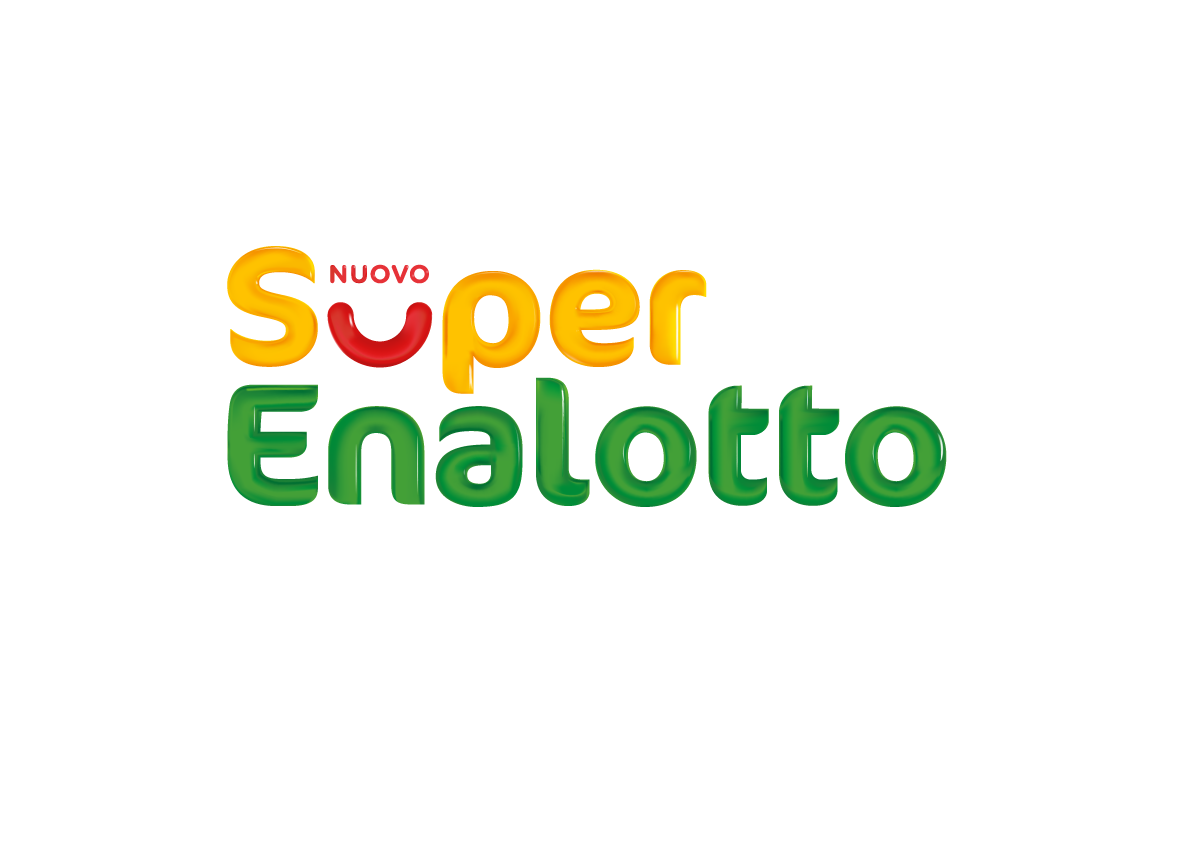
Das SuperEnalotto-Logo enthält den Namen der Lotterie, gefolgt von einem vierblättrigen Kleeblatt, einem Symbol, das Glück bringt.

SuperEnalotto ist eine Lotterie, die seit dem 3. Dezember 1997 in Italien gespielt wird. Die Ziehungen finden dienstags, donnerstags und samstags um 20:00 Uhr statt. Die gewonnenen Jackpots gehören zu den größten der Welt und die Gewinnchancen zu den niedrigsten der Welt.

## Geschichte
Enalotto ist eine bekannte italienische Lotterie, die seit den 1950er Jahren besteht. 1997 modifizierte die Gesellschaft Sport Italia Società a Responsabilità Limitata die Enalotto-Lotterie, um SuperEnalotto zu schaffen.
Bis zum 30. Juni 2009 wurden die sechs Hauptgewinnzahlen aus der ersten Zahl gezogen, die bei der regionalen Auslosung für Lottomatica für die Städte Bari, Florenz, Mailand, Neapel, Palermo und Rom gezogen wurde (in dieser Reihenfolge verwendet). Die Ziehung aus Venedig wurde als „Jolly“-Nummer verwendet. Wenn zuvor die erste Nummer einer Stadt verwendet wurde, wurde die zweite Auslosung der Stadt verwendet – und so weiter. In diesem System bestand eine geringe Wahrscheinlichkeit, dass die Zahlen von zwei Städten gleich waren – in diesem Fall hätte es doppelte Zahlen gegeben und es wäre unmöglich gewesen, den Jackpot zu gewinnen.

## Regeln
Tickets kosten einen Euro für einen Tipp. Vor Februar 2016 gab es zwei Tipps für einen Euro.
Das Ziel des Spiels ist es, 6 von 90 Zahlen zu finden. Wenn ein Spieler allen entspricht, gewinnt er den Jackpot. Zusätzlich zum Jackpot bietet SuperEnalotto fünf Preiskategorien, die Spieler gewinnen können.
Die „Jolly“-Nummer bietet eine zusätzliche Chance für diejenigen, die mit 5 Nummern übereinstimmen. Wenn sie auch mit der „Jolly“-Nummer übereinstimmen, gewinnen sie einen höheren „5+1“-Preis. Die „Jolly“-Nummer betrifft nur den zweiten Preis und nicht den Jackpot.
Um einen Gewinn zu erzielen, müssen mindestens zwei Zahlen übereinstimmen. Die Gewinnchancen für jede Kategorie sind wie folgt:
| Treffer | Chancen          |
| ------- | ---------------- |
| 6       | 1 zu 622.614.630 |
| 5+1     | 1 zu 103.769.105 |
| 5       | 1 zu 1.250.230   |
| 4       | 1 zu 11.907      |
| 3       | 1 zu 327         |
| 2       | 1 zu 21,51       |

Die „SuperStar“-Nummer ist eine zusätzliche Nummer, deren Spiel mehr kostet. Nach den alten Regeln wurde sie aus der National Lotto-Auslosung in Rom (Ruota Nazionale) gezogen, nach den neuen Regeln wird sie unabhängig von den 6 Hauptzahlen und der „Jolly“-Nummer in einer separaten Auslosung gezogen. Dies bedeutet, dass die „SuperStar“-Nummer mit einer anderen Gewinnnummer identisch sein kann. Durch das Matching kann das Preisgeld um das 100-fache erhöht oder ein fester Betrag gezahlt werden, selbst wenn der Spieler keiner der sechs Hauptzahlen entspricht.
Für eine nationale Lotterie, die Preise in Millionenhöhe anbietet, ist SuperEnalotto das schwierigste Spiel der Welt, wenn es darum geht, den Jackpot zu knacken, gemessen an den oben genannten Gewinnchancen. Der Preispool besteht derzeit aus 60 % des Umsatzes; anstelle von 34,648 % im vorherigen Format.
SuperEnalotto-Jackpots wachsen sehr hoch, weil sie keine Obergrenze haben und keine Jackpots verfallen. Die Lotterie ist auch für Spieler attraktiv, da Gewinne nur mit 12 % auf mehr als 500 Euro besteuert werden, die Quellensteuer zum Zeitpunkt der Zahlung und Jackpot-Gewinner die Möglichkeit einer Pauschalzahlung haben oder eine Annuität.
Zu Beginn betrugen die Mindestkosten (für zwei Tipps) 1600 Lire und stiegen bei Einführung des Euro im Jahr 2002 auf 1900 Lire. Der aktuelle Preis, ein Euro, entspricht 1936,27 Lire.